# 3273 Drukar
3273 Drukar este un asteroid din centura principală, descoperit pe 3 octombrie 1975 de Liudmila Cernîh.